# Les Petits Oiseaux (roman)
Les Petits Oiseaux est un roman de l'écrivaine américaine d’origine franco-cubaine Anaïs Nin publié en 1979.

## Présentation
Après Venus Érotica, voici venir le temps des Petits oiseaux. Ouvrage important pour l'auteure « parce qu'ils représentent les premiers efforts d'une femme pour parler d'un domaine qui avait été jusqu'alors réservé aux hommes, » écrit-elle dans la préface.

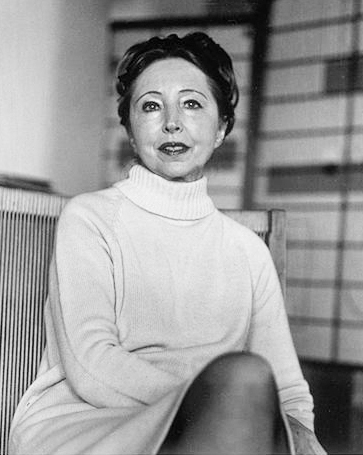
Anaïs Nin

Livre de commande au départ, il prend peu à peu beaucoup d'importance dans son univers littéraire, car précise-telle, « j'ai voulu réunir l'érotisme et les sentiments, qu'ils soient d'amour tendre ou de violence. J'ai voulu aussi montrer comment les mêmes gestes, les mêmes mots, peuvent être tour à tour triviaux ou sublimes selon le jour, l'homme, l'humeur ou la couleur du temps. Et combien le désir, si fugace, si joyeux, si magique, peut érotiser chaque instant de vie. »
Les pages érotiques qui émaillent son texte ne tombent pas dans la vulgarité. Les portraits masculins qu'elle campe dans un style précis sont toujours pudiques tout en pouvant paraître assez crus dans l'expression du désir, tandis que les portraits féminins sont particulièrement sensuels dans leurs élans de tendresse et de sincérité.

## Édition
Réédition en collection de poche chez Hachette, 2 juin 1982, 160 pages,  (ISBN 9782253027478), traduction française Béatrice Commengé.

## Postérité
- La série Little Birds sortie en 2020 est une adaptation du roman.

## Sélection bibliographique
- "Les Cités intérieures", 1959, suite en 5 volumes réunissant "Les Miroirs dans le jardin" (1946), "Les Enfants de l'albatros" (1947), "Les Chambres du cœur" (1950), "Une espionne dans la maison de l'amour" (1954), "La Séduction du Minotaure" (1958)
- "Journal de l'amour", 1932-1939, réunissant : "Inceste" (1932-1934), "Le Feu" (1935-1936), "Comme un arc-en-ciel" (1937-1939)